# Ретгесбюттель
Ретгесбюттель (нім. Rötgesbüttel) — громада в Німеччині, розташована в землі Нижня Саксонія. Входить до складу району Гіфгорн. Складова частина об'єднання громад Папентайх.
Площа — 10,83 км2. Населення становить 2456 ос. (станом на 31 грудня 2021).

## Галерея

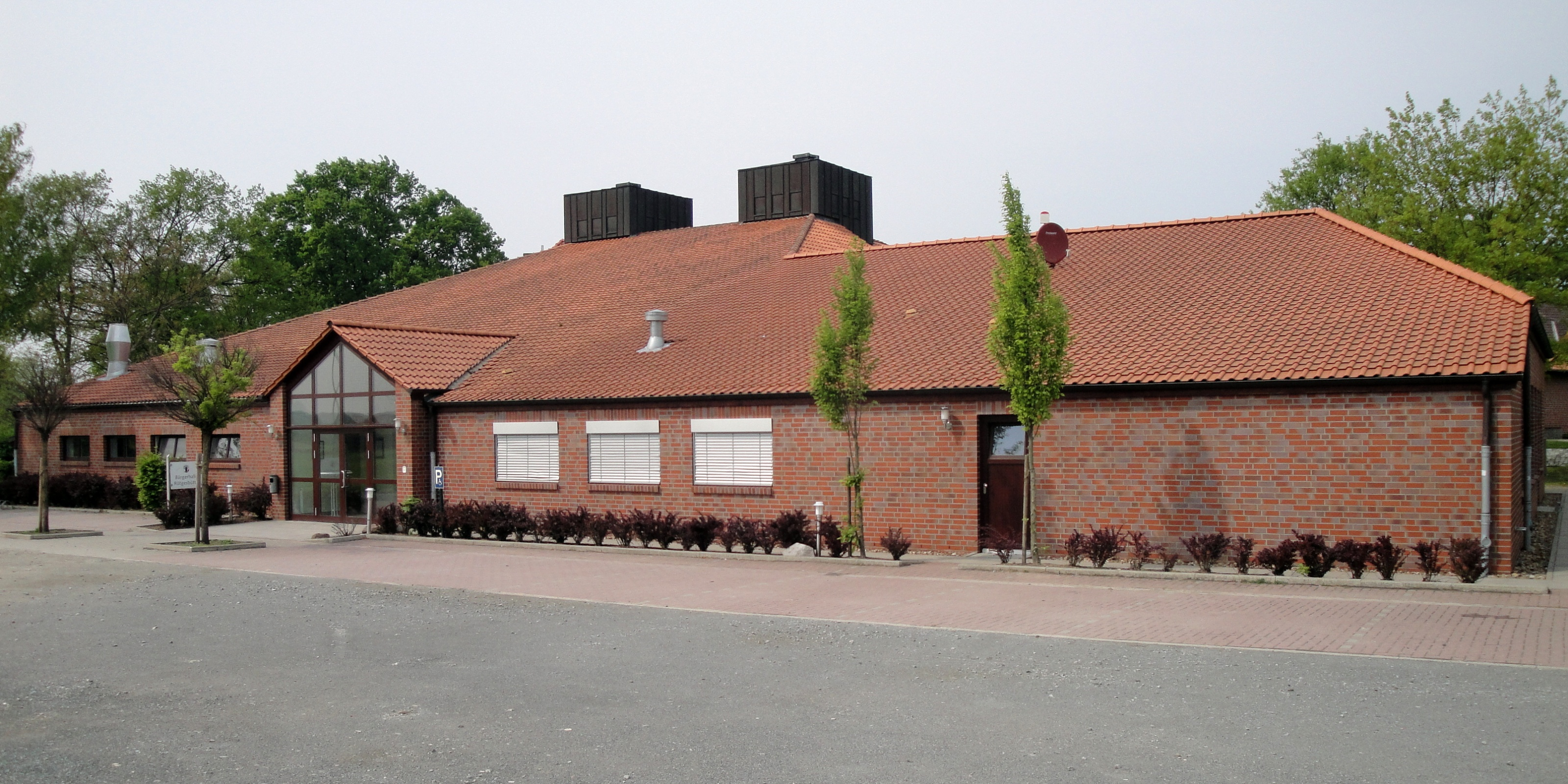
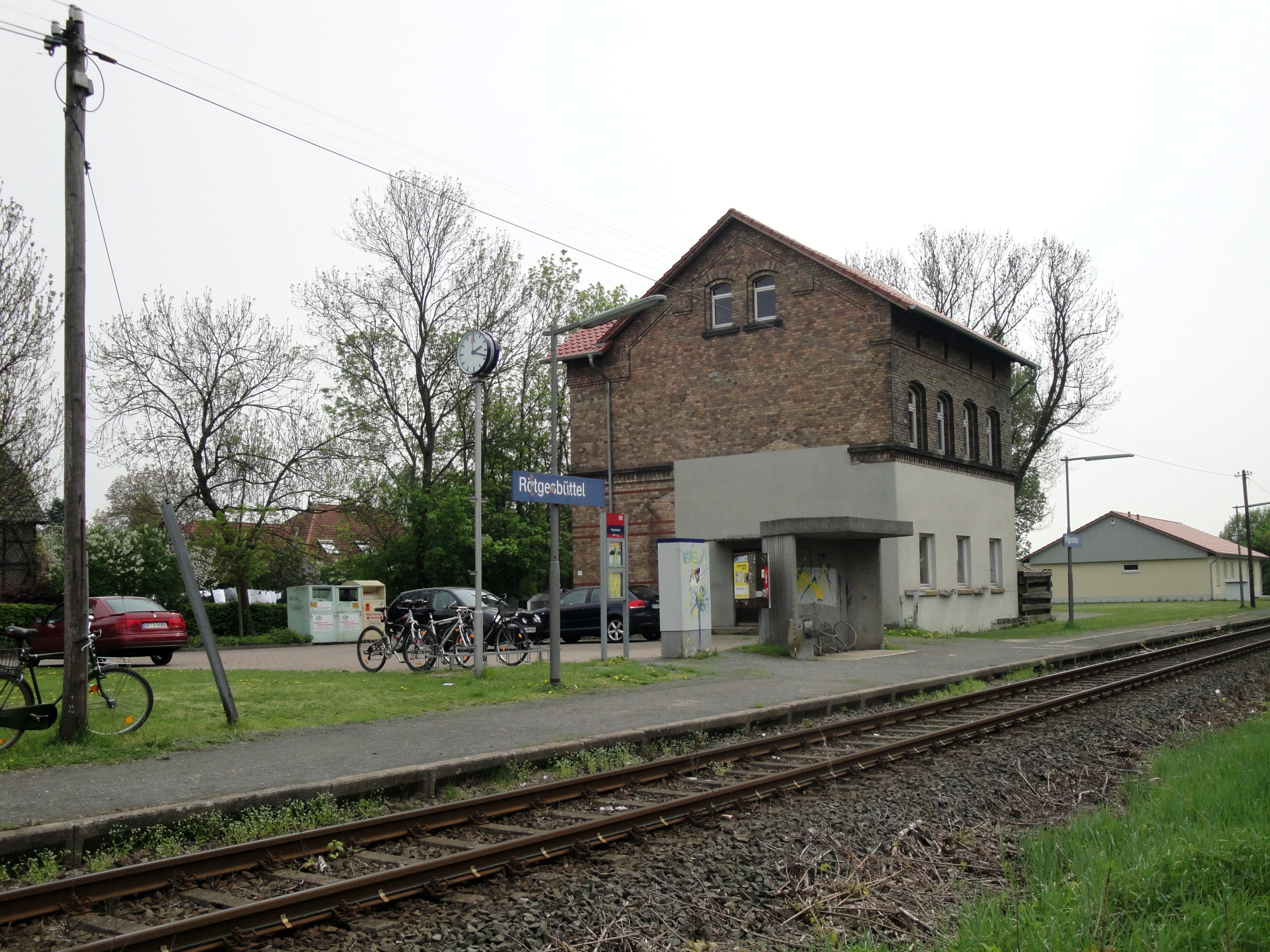